# Peugeot NE
La sigla Peugeot NE identifica una piccola famiglia di motori a scoppio prodotti dal 1920 al 1931 dalla Casa automobilistica francese Peugeot.

## Caratteristiche

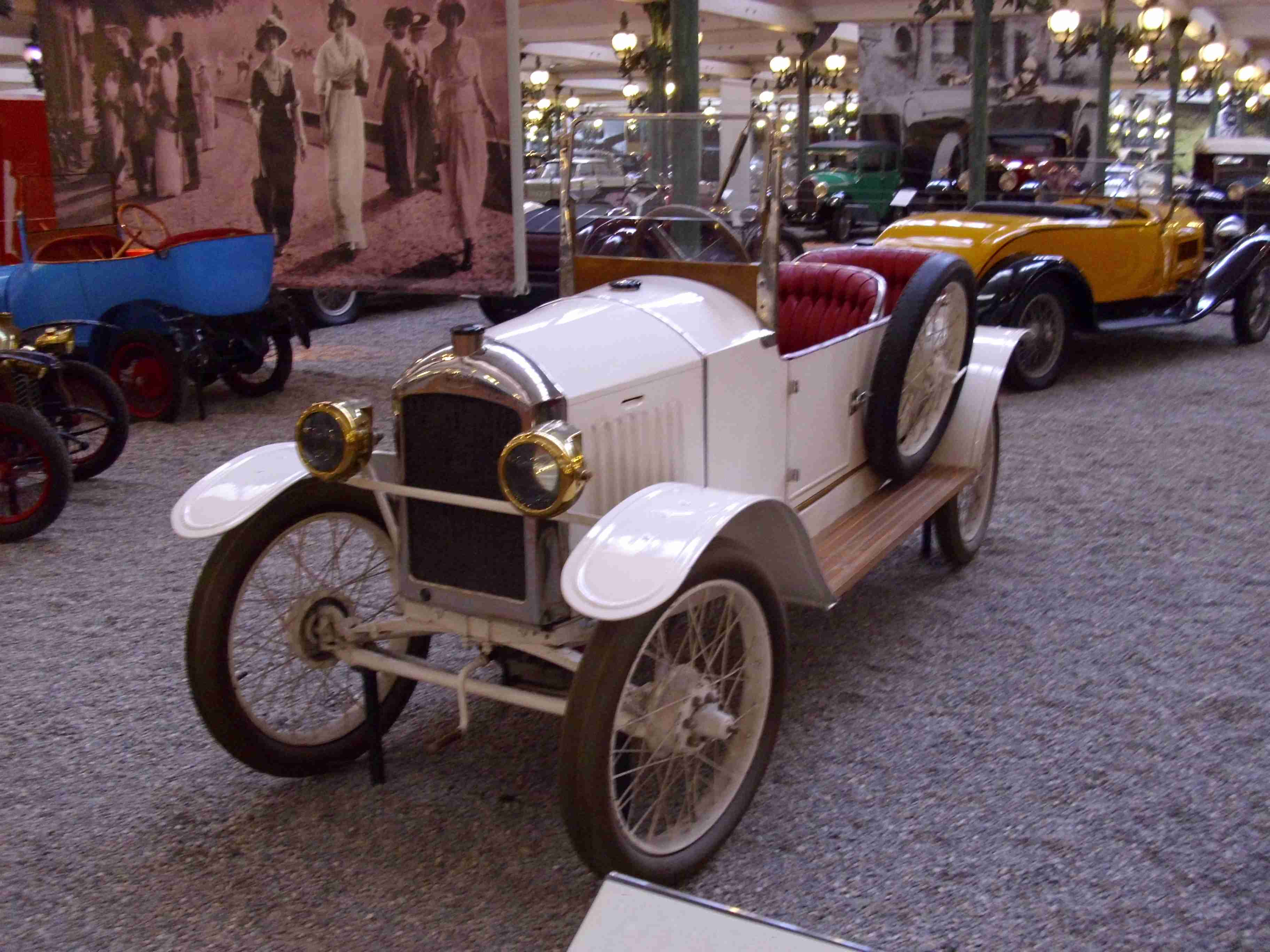
I motori NE hanno esordito nel 1920 sotto il cofano delle Type 161 Quadrilette

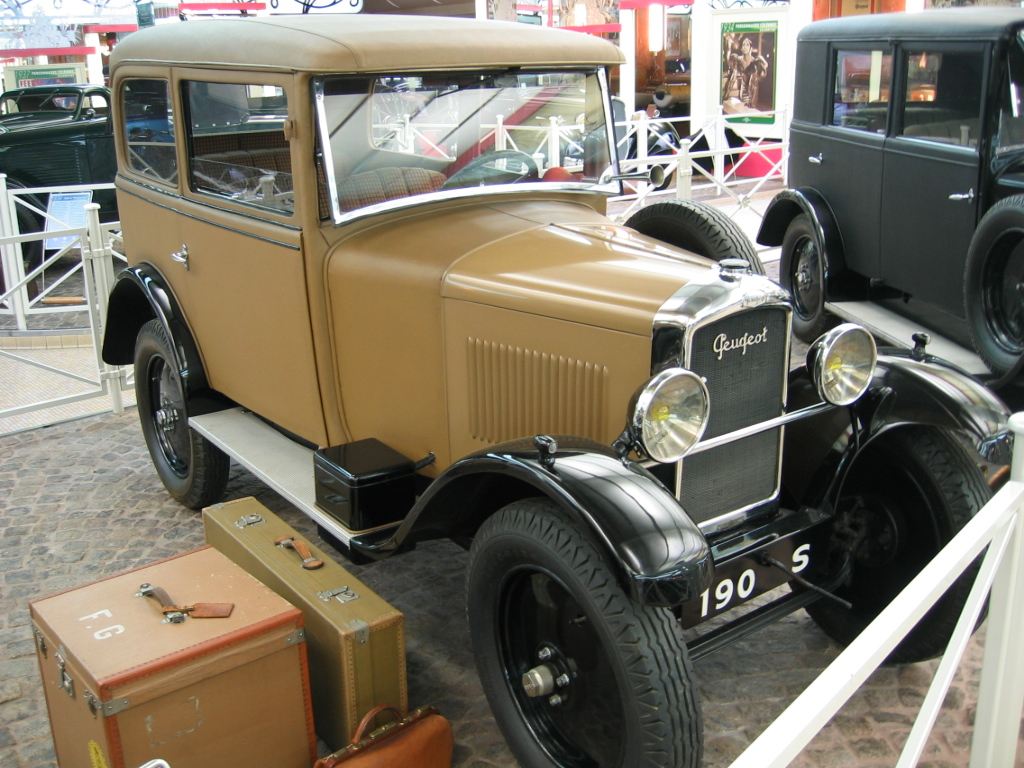
... e hanno terminato la loro carriera sotto il cofano della 190 S

Si tratta di una famiglia di motori di semplice progettazione, in quanto concepiti nell'immediato primo dopoguerra, quando le risorse economiche della maggior parte delle aziende (Peugeot compresa) non erano molto esuberanti. I motori NE hanno debuttato sotto il cofano della Peugeot Type 161, presentata a Bruxelles nel 1920 e da lì hanno proseguito per oltre dieci anni, finendo per equipaggiare anche altri modelli della casa, ma tutti di fascia bassa o medio-bassa. Si sono anche diversificati in tre livelli di cilindrata, ma tutti caratterizzati da modeste prestazioni, consone al carattere "essenziale" del tipo di vetture che dovevano andare a muovere.

Di seguito vengono sintetizzate le caratteristiche dei motori della famiglia NE:
- architettura a 4 cilindri in linea;
- basamento e monoblocco in ghisa e fusi in un sol pezzo;
- testata in ghisa;
- cilindrate:
  - 667 cm³ (1920-24);
  - 720 cm³ (1925-27);
  - 695 cm³ (1927-31);
- alesaggio e corsa:
  - 50x85 mm (1920-24);
  - 51x88 mm (1925-27);
  - 51x85 mm (1927-31);
- distribuzione: un asse a camme laterale mosso da catena e con valvole laterali;
- due valvole per cilindro;
- alimentazione: un carburatore monocorpo orizzontale Zenith 22HAK;
- accensione mediante magnete;
- raffreddamento ad acqua;
- albero a gomiti su due supporti di banco con cuscinetti a sfera.

Nella sua prima versione, quella da 667 cm³, il motore NE erogava una potenza massima di 9.5 CV a 2000 giri/min. Le applicazioni di questo motore, come già detto, si limitano ai modelli di fascia bassa prodotti durante gli anni venti del secolo scorso e sono così riassumibili:
- motore NE (667 cm³):
  - Peugeot Type 161 "Quadrilette" (1920-23);
- motore NE2 (667 cm³):
  - Peugeot Type 172 "Quadrilette" e 172 BC (1924);
- motore NE3 (720 cm³):
  - Peugeot Type 172 BS "Quadrilette" (1924);
  - Peugeot Type 172 BC (1925);
- motore NE4 (720 cm³):
  - Peugeot Type 172 P ed R (1925-27);
- motore NE5 (695 cm³):
  - Peugeot Type 172 M ed S (1927-29);
  - Peugeot Type 190 S (1929-31).